# Сінгапур на Олімпійських іграх
Сінгапур вперше взяв участь в Олімпійських іграх 1948 року. Надалі Сінгапур брав участь у всіх літніх Олімпійських іграх, крім Ігор 1964 і 1980 років. 1964 року спортсмени з Сінгапуру брали участь в Олімпійських іграх у складі збірної Малайзії. 1980 року Сінгапур також як і ряд інших країн бойкотував Олімпійські ігри. У 2018 році Сінгапур вперше взяв участь у зимових Олімпійських іграх.

## Медалі за видами спорту
| Вид спорту       | Золото | Срібло | Бронза | Загалом |
| Плавання         | 1      | 0      | 0      | 1       |
| Настільний теніс | 0      | 1      | 2      | 3       |
| Важка атлетика   | 0      | 1      | 0      | 1       |
| Всього           | 1      | 2      | 2      | 5       |